# Матіс Олімб
Матіс Олімб (норв. Mathis Olimb; 1 лютого 1986, м. Осло, Норвегія) — норвезький хокеїст, центральний нападник. Виступає за «Йокеріт» (Гельсінкі) в Лійзі. 

## Ігрова кар'єра
Вихованець хокейної школи «Манглеруд Стар» (Осло). Виступав за «Волеренга» (Осло), «Манглеруд Стар» (Осло), «Лондон Найтс» (ОХЛ), «Сарнія Стінг» (ОХЛ), «Аугсбург Пантерс», «Фрелунда» (Гетеборг), «Рокфорд Айс-Догс» (АХЛ). 
В чемпіонатах Норвегії — 121 матчів (40+68), у плей-оф — 34 матчі (11+14). В чемпіонатах Швеції — 86 матчів (16+39), у плей-оф — 7 матчів (1+1). В чемпіонатах Німеччини — 97 матчів (27+53).
У складі національної збірної Норвегії учасник зимових Олімпійських іграх 2010 і 2014 (8 матчів, 0+4), учасник чемпіонатів світу 2007, 2008, 2010, 2011, 2012, 2013, 2014 і 2015 (55 матчів, 6+39). У складі молодіжної збірної Норвегії учасник чемпіонатів світу 2003 (дивізіон I), 2004 (дивізіон I), 2005 (дивізіон I) і 2006. У складі юніорської збірної Норвегії учасник чемпіонатів світу 2002, 2003 (дивізіон I) і 2004. 
Брат: Кен Андре Олімб.

## Досягнення та нагороди
- Чемпіон Норвегії (2003, 2006, 2007)
- Фіналіст Ліги чемпіонів (2015)
- Найцінніший гравець (MVP) Ліги чемпіонів (2015)